# Natação nos Jogos Pan-Americanos de 2019 - 100 m costas feminino
As competições dos 100 metros costas feminino da natação nos Jogos Pan-Americanos de 2019 foram realizadas em 8 de agosto no Centro Aquático Nacional, em Lima, no Peru. 

## Calendário
Horário local (UTC-5).
| Data        | Horário | Fase          |
| ----------- | ------- | ------------- |
| 8 de agosto | 11:45   | Eliminatórias |
| 8 de agosto | 21:31   | Final B       |
| 8 de agosto | 21:31   | Final A       |

## Medalhistas
| Ouro   | USA Phoebe Bacon    |
| Prata  | CAN Danielle Hanus  |
| Bronze | BRA Etiene Medeiros |

## Recordes
Antes desta competição, os recordes mundiais e pan-americanos da prova eram os seguintes:
| Tipo                             | Atleta               | Tempo | Local   | Data                |
| -------------------------------- | -------------------- | ----- | ------- | ------------------- |
|                                  | USA Regan Smith      | 57s57 | Gwangju | 28 de julho de 2019 |
| Recorde dos Jogos Pan-Americanos | USA Natalie Coughlin | 59s05 | Toronto | 18 de julho de 2015 |

## Resultados

### Eliminatórias
A eliminatória foi realizada em 8 de agosto. 
| Pos. | Bateria | Raia | Nadador                  | Nacionalidade            | Tempo   | Notas |
| ---- | ------- | ---- | ------------------------ | ------------------------ | ------- | ----- |
| 1    | 4       | 4    | Phoebe Bacon             | USA Estados Unidos       | 59.66   | QA    |
| 2    | 4       | 5    | Danielle Hanus           | CAN Canadá               | 1:00.75 | QA    |
| 3    | 3       | 4    | Alexandra DeLoof         | USA Estados Unidos       | 1:01.12 | QA    |
| 4    | 4       | 6    | Fernanda de Goeij        | BRA Brasil               | 1:01.63 | QA    |
| 5    | 3       | 6    | Carmen Marquez Orellana  | ESA El Salvador          | 1:01.92 | QA,   |
| 6    | 3       | 3    | Andrea Berrino           | ARG Argentina            | 1:02.34 | WD    |
| 7    | 2       | 4    | Etiene Medeiros          | BRA Brasil               | 1:02.85 | QA    |
| 8    | 3       | 5    | Madison Broad            | CAN Canadá               | 1:02.99 | QA    |
| 9    | 4       | 3    | Krystal Lara Garzon      | DOM República Dominicana | 1:03.58 | QA    |
| 10   | 2       | 5    | Isabella Arcila          | COL Colômbia             | 1:03.59 | QB    |
| 11   | 2       | 6    | Athena Kovacs            | MEX México               | 1:04.74 | QB    |
| 11   | 4       | 1    | Gabriela Donahue         | TTO Trinidad e Tobago    | 1:04.74 | QB,   |
| 13   | 2       | 3    | Celismar Guzman          | PUR Porto Rico           | 1:04.75 | QB    |
| 14   | 3       | 1    | Alexia Sotomayor Acuña   | PER Peru                 | 1:04.96 | QB    |
| 15   | 2       | 7    | Andrea Becali Martí      | CUB Cuba                 | 1:04.98 | QB    |
| 16   | 3       | 7    | Danielle Titus           | BAR Barbados             | 1:05.40 | QB    |
| 17   | 2       | 1    | Domenica Solano Ocampo   | ECU Equador              | 1:05.45 | QB    |
| 18   | 4       | 2    | Carla Gonzalez           | VEN Venezuela            | 1:05.62 |       |
| 19   | 4       | 8    | Nimia Murua              | PAN Panamá               | 1:05.63 |       |
| 20   | 2       | 2    | Trinidad Ardiles Quiroz  | CHI Chile                | 1:06.66 |       |
| 21   | 1       | 4    | Nicole Frank Rodriguez   | URU Uruguai              | 1:06.89 |       |
| 22   | 4       | 7    | Maria Jose Arrua         | PAR Paraguai             | 1:07.25 |       |
| 23   | 1       | 5    | Kimberly Ince            | GRN Granada              | 1:10.48 |       |
| 24   | 1       | 3    | Maria Gabriela Hernandez | NCA Nicarágua            | 1:11.75 |       |
| 25   | 3       | 2    | Andrea Hurtado           | PER Peru                 | DNS     |       |

### Final B
A final B foi realizada em 8 de agosto. 
| Pos. | Raia | Nadador                | Nacionalidade         | Tempo   | Notas            |
| ---- | ---- | ---------------------- | --------------------- | ------- | ---------------- |
| 9    | 4    | Isabella Arcila        | COL Colômbia          | 1:03.55 |                  |
| 10   | 5    | Athena Kovacs          | MEX México            | 1:04.20 |                  |
| 11   | 3    | Gabriela Donahue       | TTO Trinidad e Tobago | 1:04.62 | Recorde nacional |
| 12   | 8    | Domenica Solano Ocampo | ECU Equador           | 1:04.72 |                  |
| 13   | 6    | Celismar Guzman        | PUR Porto Rico        | 1:04.93 |                  |
| 14   | 1    | Danielle Titus         | BAR Barbados          | 1:04.95 |                  |
| 15   | 2    | Alexia Sotomayor Acuña | PER Peru              | 1:05.21 |                  |
| 16   | 7    | Andrea Becali Martí    | CUB Cuba              | 1:05.23 |                  |

### Final A
A final A foi realizada em 8 de agosto. 
| Pos.              | Raia | Nadador                 | Nacionalidade            | Tempo   | Notas |
| ----------------- | ---- | ----------------------- | ------------------------ | ------- | ----- |
| Medalha de ouro   | 4    | Phoebe Bacon            | USA Estados Unidos       | 59.47   |       |
| Medalha de prata  | 5    | Danielle Hanus          | CAN Canadá               | 1:00.34 |       |
| Medalha de bronze | 7    | Etiene Medeiros         | BRA Brasil               | 1:00.67 |       |
| 4                 | 3    | Alexandra DeLoof        | USA Estados Unidos       | 1:01.17 |       |
| 5                 | 6    | Fernanda de Goeij       | BRA Brasil               | 1:01.59 |       |
| 6                 | 1    | Madison Broad           | CAN Canadá               | 1:02.44 |       |
| 7                 | 2    | Carmen Marquez Orellana | ESA El Salvador          | 1:03.07 |       |
| 8                 | 8    | Krystal Lara Garzon     | DOM República Dominicana | 1:03.18 |       |

Legenda
| Recorde mundial                  | Recorde mundial (World record)               |                       | Recorde africano                      | Recorde africano (African) |                                           | Q | Classificado por posição (Qualified) |
| Recorde dos Jogos Pan-Americanos | Recorde pan-americano (Pan-American record)  | Recorde da América    | Recorde da América (Americas)         | q                          | Classificado por melhor tempo (Qualified) |   |                                      |
| Melhor marca do ano              | Melhor marca do ano (World leading)          | Recorde asiático      | Recorde asiático (Asian)              | DNS                        | Não largou (Did not start)                |   |                                      |
| Recorde nacional                 | Recorde nacional (National record)           | Recorde europeu       | Recorde europeu (European)            | DNF                        | Não terminou (Did not finish)             |   |                                      |
| Recorde pessoal                  | Recorde pessoal do atleta (Personal best)    | Recorde da Oceania    | Recorde da Oceania (Oceania)          | DSQ / DQ                   | Desclassificado (Disqualified)            |   |                                      |
| Recorde da temporada             | Recorde da temporada do atleta (Season best) | Recorde sul-americano | Recorde sul-americano (South America) | NM                         | Sem marca (No mark)                       |   |                                      |